# Furchetta
La Furchetta est un sommet des Alpes, à 3 025 m, dans les Dolomites, et en particulier le point culminant du groupe des Odle, en Italie (Trentin-Haut-Adige). La face la plus remarquable en est la face nord, haute de 800 mètres, dont l'escalade emprunte une des premières voies de sixième degré de l'histoire de l'alpinisme.

## Ascensions
- 1874 - La première ascension est au crédit d'un chasseur, par une voie dépourvue de difficultés
- 1880 - Arête ouest par Giovani Santner
- 1914 - Tentative d'ascension de la face nord entreprise par Hans Dülfer, qui échoue aux deux-tiers de la paroi.
- 1925 - Emil Solleder et Fritz Wiessner tentent l'ascension de la face nord et atteignent le sommet, mais en contournant la difficulté terminale
- 1931 - Variante de l'ascension précédente, par Mathias Auckenthaler et H. Buratti, en contournant également la difficulté terminale
- 1932 - G. B. Vinatzer et F. Rieiefesser réussissent l'ascension directe de la face nord, 18 ans après la première tentative de Dülfer
- 1964 - Première solitaire de la voie Solleder par Heini Holzer